# Boliscodes amaenulus
Boliscodes amaenulus är en spindelart som beskrevs av Simon 1909. Boliscodes amaenulus ingår i släktet Boliscodes och familjen krabbspindlar.
Artens utbredningsområde är Vietnam. Inga underarter finns listade.